# Echiodon drummondii
Echiodon drummondii is een straalvinnige vis uit de familie van parelvissen (Carapidae) en behoort derhalve tot de orde van naaldvisachtigen (Ophidiiformes). De vis kan een lengte bereiken van 30 cm.

## Leefomgeving
Echiodon drummondii is een zoutwatervis. De vis prefereert een diepwaterklimaat en leeft hoofdzakelijk in de Atlantische Oceaan. De diepteverspreiding is 52 tot 403 m onder het wateroppervlak.

## Relatie tot de mens
Echiodon drummondii is voor de visserij van geen belang. In de hengelsport wordt er weinig op de vis gejaagd.